# Kislőd
Kislőd là một thị trấn thuộc hạt Veszprém, Hungary. Thị trấn này có diện tích 38,18 km², dân số năm 2010 là 1211 người, mật độ 32 người/km².